# Sergio Ibáñez Bañón
Sergio Ibáñez Bañón (19 de enero de 1999) es un deportista español que compite en judo adaptado. Ganó una medalla de plata en los Juegos Paralímpicos de Tokio 2020, en la categoría de –66 kg.

## Palmarés internacional
| Juegos Paralímpicos | Juegos Paralímpicos | Juegos Paralímpicos | Juegos Paralímpicos |
| Año                 | Lugar               | Medalla             | Categoría           |
| ------------------- | ------------------- | ------------------- | ------------------- |
| 2020                | Tokio (Japón)       | Medalla de plata    | –66 kg              |